# 梨園十大要聞選舉
梨園十大要聞選舉由2007年起舉辦，每年一次選出香港粵劇界之十大要聞，由香港電台第五台與香港中文大學音樂系粵劇研究計劃合辦。

## 評選方式
選舉的評選方式由公眾網上投票及專業評選組成，分別各佔60‰及40‰。

## 2011年
2011年的選舉投票期於2011年12月19日－2012年1月2日進行，結果則在香港電台第五台廣播節目《戲曲天地》內公佈並於香港電台網站內刊登，並從24項候選要聞中選出最後10項要聞。
1. 名伶林家聲獲香港特區政府頒授銀紫荊星章[1]
  - 林家聲獲政府頒授銀紫荊星章，以表揚其在推動粵劇承傳、持續發展及培育粵劇新秀方面之貢獻。林家聲為首位因粵劇藝術工作而獲此殊榮的紅伶。
2. 龍劍笙與梅雪詩舉行《龍情詩意半世紀》演出
  - 為紀念入行五十年，龍劍笙返港與梅雪詩舉行《龍情詩意半世紀》演出，門票迅速售罄。
3. 名伶梁漢威逝世
  - 梁漢威因胰臟癌逝世，與世長辭，享年67歲。梁漢威一生對推動粵劇的承傳、創新貢獻良多。
4. 名伶林家聲捐贈粵劇藏品予香港文化博物館，並舉辦「博、精、深、新－林家聲藝術人生」展覽
  - 林家聲捐贈2000件粵劇藏品予香港文化博物館，並舉行展覽。透過展覽，可以回顧林家聲的演藝里程和對粵劇承傳工作的努力，有助承傳粵劇藝術。
5. 名伶羽佳捐贈戲曲文物予香港文化博物館，並舉行粵劇藏品展覽
  - 退隱多年的羽佳，將數十年來演出時用過的服飾戲箱、舞臺道具，劇本照片等2000多項文物，全部捐贈予香港文化博物館作永久保存，並舉行粵劇藏品展覽。
6. 2010年「年度最佳藝術家獎」（戲曲）予王超群
  - 在香港藝術發展局主辦的「2010香港藝術發展獎」中，王超群榮獲2010年「年度最佳藝術家獎」（戲曲），以表揚她在藝術方面的傑出表現，以及推動香港藝術發展方面的貢獻。
7. 盛世天戲劇團以京劇、越劇、粵劇劇種在北京、杭州及香港三地演出《蝶海情僧》
  - 新編劇目《蝶海情僧》，分別進行「三劇三地」演出。
8. 演藝青年粵劇團獲選為民政事務局「粵劇發展基金」第二屆「香港梨園新秀粵劇團」三年資助團體
  - 劇團透過演出和推廣活動，培育青年專業粵劇演員及音樂伴奏人才，以提升新秀的水平，促進粵劇承傳。
9. 名伶文千歲、梁少芯退出香港粵劇舞台
  - 文千歲、梁少芯正式退出香港粵劇舞台，積極於海外進行福音事奉工作。
10. 香港藝術發展局「戲曲新編劇本指導及演出計劃」作品面世
  - 香港藝術發展局支持有潛質的新進戲曲編劇在資深編劇或演員的指導下編撰新劇，為業界培育新進編劇及支持優秀劇作。2011年，《碾玉緣》、《李清照》、《宏碧緣》，及《義丐鬧衙堂》四個新作相繼面世。

參考來源：

## 2012年
2011年的選舉投票期於2012年12月18日－2013年1月1日進行，結果則在2月10日的香港電台第五台廣播節目《戲曲天地》內公佈並於香港電台網站內刊登。2012年的評審委員包括：粵劇發展基金顧問委員會主席楊偉誠、劇評人招菉墀、粵劇研究工作者張敏慧、粵劇工作者蕭啟南、香港中文大學音樂系粵劇研究計劃代表張文珊和《戲曲天地》節目監製兼主持陳婉紅，從19項候選要聞中選出最後10項要聞。出席頒獎活動的嘉賓包括任冰兒、譚倩紅、羅家英、阮兆輝、李居明、吳君麗、蓋鳴暉等。
1. 油麻地戲院復修後重新啟用，致力推動粵劇發展
  - 油麻地戲院在改建後與毗鄰的油麻地抽水站宿舍（紅磚屋）定位為專為戲曲演出及進行相關活動的場地，特地為粵劇新秀和新進劇團提供演出、排練和培訓，以推動香港之粵劇發展。
2. 香港八和會館—「油麻地戲院場地夥伴計劃2012－13粵劇新秀演出系列」展開
  - 「粵劇新秀演出系列」將在2012年－2013年在油麻地戲院演出逾200場粵劇，由李奇峰、阮兆輝、羅家英、新劍郎及龍貫天5位藝術總監擔任指導工作，致力有系統地將粵劇表演藝術傳授給各新秀演員。
3. 盛世天戲劇團租用北角新光戲院四年
  - 劇團以過百萬之月租租用新光戲院4年，同時改名為新光戲院大劇場，香港唯一商營之粵劇演出場地得以保留。
4. 阮兆輝獲頒榮譽院士
  - 名伶阮兆輝獲香港教育學院頒授榮譽院士，以表揚他歷年來於各大學及中學推動粵劇教育及研討，及對粵劇界之貢獻。
5. 芳艷芬捐款300萬港元予香港中文大學推動粵劇發展
  - 名伶芳艷芬捐款300萬元予香港中文大學，以供粵劇研究及推動粵劇發展之用。
6. 尹飛燕獲頒「年度最佳藝術家獎（戲曲）」及榮獲榮譽勳章
  - 名伶尹飛燕榮獲香港藝術發展局頒發2011年「年度最佳藝術家獎（戲曲）」，及榮獲香港特區政府頒授榮譽勳章（MH），以表揚她在藝術方面的傑出表現，與及為粵劇培育後進。
7. 羅家英榮獲榮譽勳章
  - 名伶羅家英榮獲香港特區政府頒授榮譽勳章（MH），以表揚他在保留粵劇傳統、推動粵劇發展及培育粵劇新秀方面之貢獻。
8. 任冰兒獲頒「傑出藝術貢獻獎」
  - 名伶任冰兒獲香港藝術發展局頒發2011年「傑出藝術貢獻獎」，以表揚任冰兒在追求藝術卓越的同時，對推動粵劇藝術發展、扶掖後進不遺餘力，為粵劇界作出貢獻。
9. 西九大戲棚演出賀歲粵劇
  - 西九大戲棚乃西九文化區管理局舉辦的首個文化節目，與香港八和會館合作，安排一連串的經典賀年粵劇。
10. 西九文化區管理局公佈「戲曲中心」建築設計比賽結果
  - 西九文化區管理局公佈「戲曲中心」建築 的建築設計比賽結果。中心預計於2016年落成啟用，為西九文化區首項落成的主要藝術設施。

其他候選要聞
1. 王潔清獲頒「藝術新秀獎（戲曲）」
2. 曲藝家鍾雲山辭世，享年九十三歲
3. 胡芝風獲頒榮譽院士
4. 周振基獲頒榮譽博士
5. 粵劇體驗場正式投入演出，為遊客提供粵劇導賞節目
6. 潮劇名伶陳楚蕙辭世，享年六十九歲
7. 李奇峰獲「民政事務局局長嘉許計劃」頒發嘉許狀及獎章
8. 白駒榮誕辰120周年
9. 新劍郎獲頒行政長官社區服務獎狀

參考來源：